# La viuda virgen
La Viuda Virgen (nombre original en portugués: "A Viúva Virgem") es una película brasileña lanzada en abril de 1972, dirigida por Pedro Carlos Rovai y producida por Sincrocine.La película tuvo una audiencia de 2 635 962 espectadores siendo la tercera con mayor audiencia en 1972. Su canción "Uai, uai Coronel" de Carlos Imperial fue interpretada por Angelo Antônio.